# ملعب ساوساليتو
ملعب ساوساليتو (بالإنجليزية: Estadio Sausalito)‏ هو ملعب كرة قدم متعدد الأغراض يقع في فينيا ديل مار، تشيلي، يتسع لـ 18,037 متفرج. هو الملعب الرسمي لفريق إيفرتون دي فينا ديل مار.

## التاريخ
بدأ بناء الملعب في 1929 وافتتح في نفس العام.

## أهم الأحداث التي استضافها
- كأس العالم لكرة القدم 1962